# 단기의회
단기의회(短期議會, Short Parliament)는 잉글랜드의 찰스 1세가 1640년 2월 20일 소집한 1640년의 봄 3주(4.13~5.5) 동안의 단기 의회를 말한다.
찰스 1세는 1629년 의회를 해산한 이후 11년간 의회 없이 전제정치(專制政治)를 행하였다. 그러나 스코틀랜드에 영국국교제도를 강제로 시행시키려다가 스코틀랜드의 장로파(長老派)와의 사이에 충돌을 일으켰으며, 이 충돌은 결국 장로파의 반란으로 진전되기에 이르렀다.
이에 찰스 1세는 이 반란을 토벌하기 위한 전비(戰費)를 조달하려는 목적으로 1640년 4월 의회를 소집하였다. 그러나 의회는 국왕의 이와 같은 전비조달의 요구는 도외시한 채 오히려 국왕에 대하여 불만을 털어놓았으며, 국왕에 대한 요구를 주장하였기 때문에 왕은 3주 만에 다시 의회를 해산시켰다.
이후 찰스 1세의 필요에 의해 다시 의회가 소집되었고, 이는 장기의회로 불린다. 

## 참고 문헌
- David Plant, "The Short Parliament"
- "John Hampden in the Short Parliament"